# Auto da Visitação

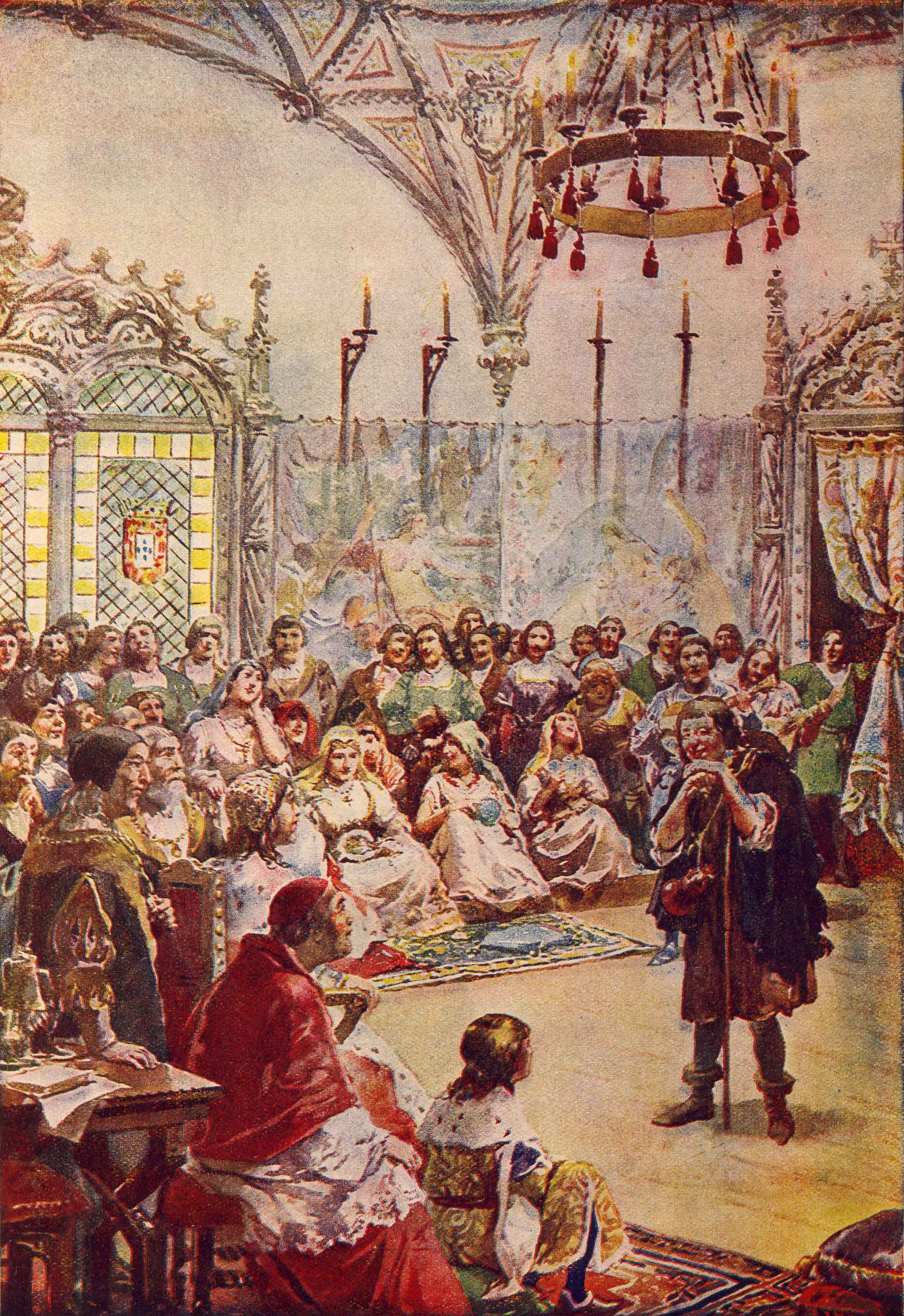
Pintura de Alfredo Roque Gameiro (1864-1935) retratando a encenação de estreia do "Monólogo do vaqueiro" para a corte portuguesa

O Auto da Visitação ou Monólogo do Vaqueiro é uma peça de teatro portuguesa do século XVI. De raízes espanholas, foi a primeira obra de Gil Vicente, tendo sido composta para anunciar o nascimento do príncipe dom João, futuro João III de Portugal a mandato de D. Leonor, a "rainha velha", viúva de D. João II e irmã do rei D. Manuel I. Estreou no dia 7 de junho de 1502 no Paço da Alcáçova, junto ao Castelo de São Jorge, em Lisboa, na presença do soberano D. Manuel, da rainha Maria e da Corte.